# 겟 카터
《겟 카터》(영어: Get Carter)는 영국에서 제작된 마이크 호지스 감독의 1971년 갱스터 스릴러 영화이다. 마이클 케인 등이 출연하였고, 마이클 클링어 등이 제작에 참여하였다.

## 출연진
- 마이클 케인
- 이언 헨드리
- 존 오즈본
- 브리트 에클란드
- 조지 슈얼
- 토니 베클리
- 글린 에드워즈
- 앨런 암스트롱
- 버나드 헵턴
- 페트라 마컴
- 제럴딘 모펏
- 도러시 화이트
- 로즈마리 더넘
- 존 빈던
- 테런스 리그비
- 고드프리 퀴글리
- 케빈 브레넌

## 기타 제작진
- 배역: 아이린 램
- 미술: 애슈턴 고턴
- 의상: 밴지 해리슨